# Elektromos kerékpár

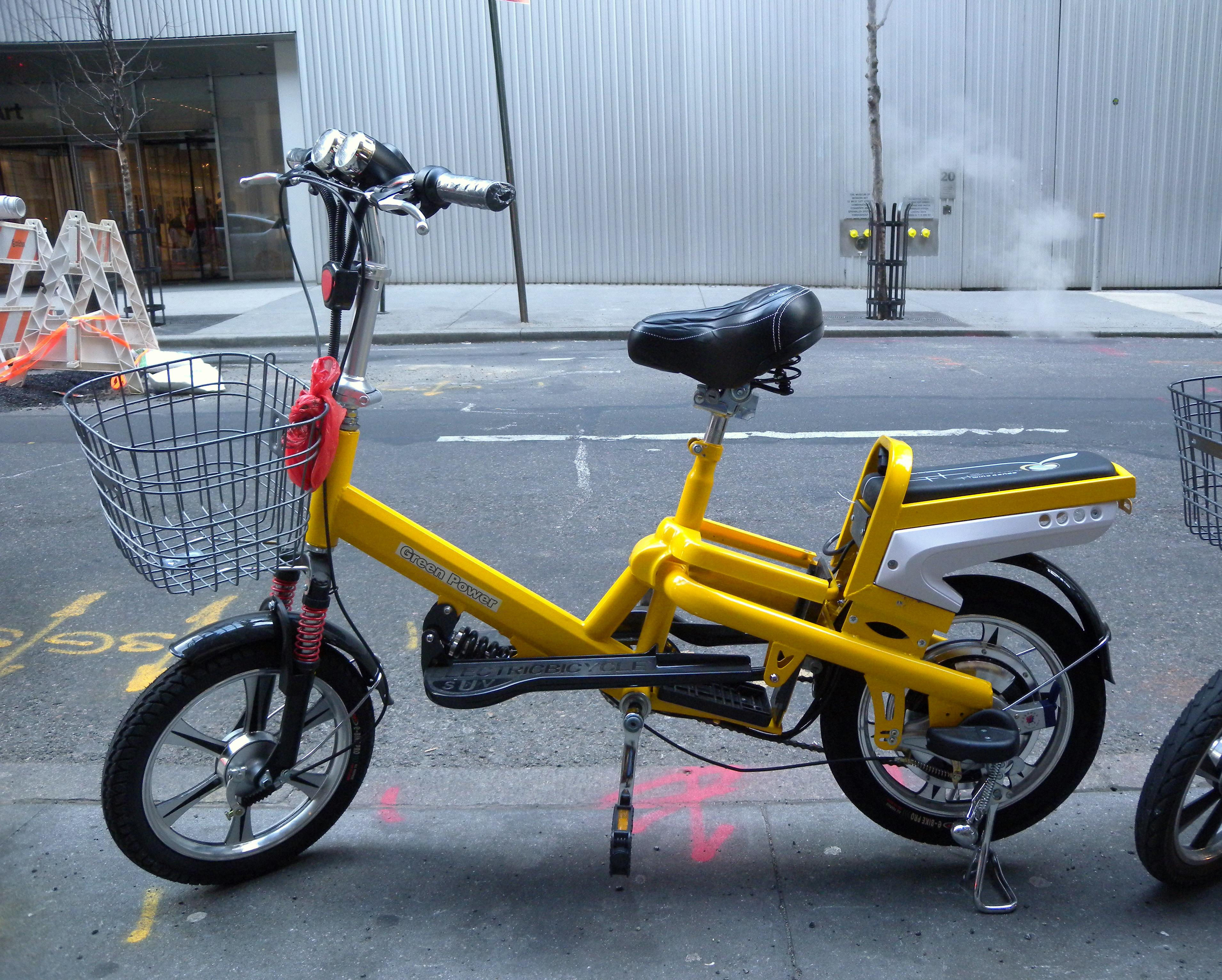
Elektromos kerékpár

Az elektromos kerékpár egy gyűjtőszó, mely minden olyan kerékpártípust jellemez, melyet elektromos motorral hajtunk. Mivel mára (2012) három külön válfajra szegmentálódott, ezért így érdemes megkülönböztetni őket.
Az elektromos kerékpár szinonimái: e-bringa, elektromos bringa, e-bike, pedelec, s-pedelec, villanybringa, villanykerékpár.

## Az elektromos kerékpárok fajtái

### Pedelec
A pedal+electric+cycle szavak összevonásából alakult ki. Lényege, hogy csak akkor működik az elektromos rásegítés, amikor pedálozol. Nem rendelkezhet "gázkarral" mint a motorok, hanem vagy a pedál fordulatát figyeli egy szenzor, vagy a pedálozási nyomatékot. A pedálozás befejezése után a rásegítésnek azonnal meg kell szűnnie. A rásegítés maximum 25 km/h-s sebességig működhet. E fölött már a saját izomerődre kell hagyatkoznod. A meghajtó elektromotor teljesítménye nem haladhatja meg a 250 W-ot. Ez azonban nem egy mai szabályozás. 2012 januárjában látott napvilágot egy uniós kezdeményezés, amiben az Európai Parlament csak a végsebességet határozná meg 25 km/h-ban, a motorok teljesítménye korlátlan lehetne. 2012 márciusában kerül napirendre a törvénytervezet.[forrás?]
Miért lenne jó, ha szabad lenne az út a motorok teljesítménye terén? Mert ezzel a komoly emelkedők könnyebben leküzdhetőek lennének, és a teherszállításra gyártott pedelec kerékpárok is jogosítvány nélkül vezethetőek lennének. Itt van a nagy különbség a két kategória között. Hivatalosan a pedelec kategóriába nem sorolható kerékpárok vezetéséhez A1-es segédmotor jogosítvány szükséges, illetve a környező országokban segédmotoros rendszám is. A biztosítás meglétéről nem is beszélve.

### S-pedelec
2011-ben még csak a „pedelec”, és „e-bike” kategóriák léteztek, de különvált egy harmadik vonal is. Ez pedig az S-pedelec. Az „S” a speed, azaz sebességet jelöli. Ezeknél az elektromos kerékpároknál a rásegítés bekapcsolását nem csak a pedálozás megkezdése, vagy a pedálozási nyomaték megjelenése, hanem egy markolat elfordítása, vagy gomb megnyomása is elindíthatja. A meghajtás segítségével elérhető végsebességük jóval meghaladhatja a 25 km/h-s sebességet, egyes modellekkel már 100 km/h körüli tempót is lehet kerékpározni. A meghajtó motor teljesítménye bármekkora lehet. Jellemzően 500 W-1,5 kW-ig terjednek a ma használatos S-pedelec kerékpárok teljesítményei. Az e-bike-októl abban különböznek, hogy található rajtuk pedál, és hagyományos kerékpárként is tökéletesen használhatóak, illetve kinézetük is a kerékpárokkal mutat nagyobb rokonságot, mint a robogókkal.
Hivatalosan az S-pedelec kerékpárokat csak A1-es „kismotor” jogosítvány birtokában lehet vezetni. Így a bukósisak viselése is kötelező, illetve kötelező felelősségbiztosítást is kell kötni rájuk. Többségükről azonban nehezen mondható meg, hogy nem pedelec kerékpárok, és motorjuk teljesítménye már bőven túllépte a 250 W-os határt. Főleg a végsebességgel lehet „lebukni” hiszen könnyedén el lehet érni velük a 40-60 km/h-s tempót is.

### E-bike
Minden olyan elektromos rásegítéssel ellátott kerékpár, mely pedálozás nélkül is mozgásba hozható, legyen az elforgatható markolat, vagy nyomógomb. Illetve a pedálozás megkezdése (ha egyáltalán rendelkezik pedálokkal)semmilyen befolyással nem bír az elektromos rásegítés működésére. Amennyiben a meghajtó motor teljesítménye meghaladja a 250 W-ot, akkor is e-bike a hivatalos megnevezése a kerékpárnak. Bármelyik feltétel teljesülése esetén A1-es segédmotor jogosítvány birtokában lehet csak vezetni a kerékpárt, és a bukósisak is kötelező viseletté válik. Az e-bike-ok 95%-ára a következő jellemzők igazak:
- kinézetük a robogókéval egyezik meg, és csak a hazai hiányos szabályozás miatt nem minősülnek segédmotoros kerékpárnak
- a legolcsóbb kategóriát uralják. Többségük kevesebbe kerül, mint 200 000 Ft (ez az a határ, ahonnan már minőségi pedelec kerékpárt is lehet vásárolni), így nem csak az elektromos rendszer minősége, és élettartama kétséges, de maga a „kerékpár” is csak nagy jóindulattal nevezhető annak.
- legtöbbször idős embereket látni a nyergükben (náluk az ár az egyetlen szempont a vásárláskor, a minőség, és használhatóság csak nagyon alacsony kritériumszinten áll)

Az elektromos kerékpárok világszerte nagyon elterjedtek. Kínában, és a távol-keleten több tíz millió példány fut az utakon, de ezek szinte kivétel nélkül az e-bike kategóriába tartoznak. Európában a szigorúbb EU-s szabályozások miatt sokkal elterjedtebb a pedelec kerékpár, de a fiatalok körében ugrásszerűen megnőtt az S-pedelec felhasználók száma. Az alacsony minőségű e-bike-okat már szinte kizárólag a hipermarketekben, és barkács áruházakban lehet megtalálni Európa szerte. Hazánkban még kerékpár boltok is forgalmaznak e-bike-ot főleg hazánk délebbi, és Alföldi régióiban.

## Történelem
1900: 1900. április 14-én a párizsi világkiállításon mutatta be Jakob Lohner és Ferdinand Porsche a Lohner-Porsche-t, melynek érdekessége nem csak a két darab 83%-os hatásfokú 1,9 kW-os, azaz összesen 6 LE-s agymotor, hanem az is, hogy 70 évvel később a NASA felhasználja ezt az ötletet.
1932: Az EMI/Philips cég elkészíti az első elektromos rásegítésű kerékpárt, mely különösen kedvező, alacsony súlyponttal rendelkezik.
1971: A Lohner-Porsche ötletét tovább víve készül el a Boeing cégnél a Lunar Rover, mely hasznos kelléke lett az Apollo űrprogramnak.
1982: Hans Tholstrup megépíti a világ első napelemmel táplált elektromos rásegítésű rekumbensen alapuló solarmobilját, a Solar Trek-et. Hans jelenleg a Hyundai hibrid guruja, aki már repült és hajózott is a föld körül saját építésű napcellájú járművein.
1985: Megrendezik a világ első Solar Mobil versenyét a Tour De Sol-t.
1989: Elkészül az első elektromos rásegítésű kerékpár a Hercules Electra, mely 20km/h sebességgel képes haladni.
1990: Michel Kutter megépíti az első gyors e-bikeot. A „gyengébbik” 35 km/h, az erősebbik 50 km/h sebességet tudott.
1992: Johannes Dörndorfer megalkotja az első szénkefe nélküli agymotort.
1993: Az első pedálfordulaton alapuló, azaz PEDELEC rendszerű kerékpár, legurul a gyártószalagról, méghozzá a Yamaha gyártósoráról. PAS névre hallgat, és néhány év alatt 300 000 db-ot adnak el belőle a távol-keleten!
1994: Megvalósul az első elektromos bringateszt az IFMA-n.
1994: A 36 V-ról üzemelő Heinzman agymotorral szerelt kerékpár leküzdi a 25%-os emelkedőt.
1995: Az első agymotoros bringa a Honda Racoon bemutatkozik a Tokio Cycle Show-n, és az első rámpával is ellátott tesztpálya is itt debütál.
1995: Ugyanebben az évben Dörrwand 91,4 km/h végsebességet ér el a teljesen burkolt elektromos rásegítésű rekumbensével.
1996: Tonkachi megalkotja az első Li-Ion akkumulátort, mely forradalmasítja az elektromos kerékpározást.
1998: A nagy gyártók is látni kezdik a fantáziát az elektromos meghajtásban, így jön létre a Mercedes E-Motion.
2009: A Magyar tulajdonú Gepida piacra dobja az első széria hazai gyártású pedelec-es kerékpárjait.
2009: Megjelenik a GoCycle, az első elektromos rásegítésű kerékpár, melynek kinézetét Eurobike Award díjjal jutalmazzák.
2011: A Bosch világcég beszáll a pedelec üzletágba, és két új meghajtást dob piacra, ami rögtön világszínvonalú lesz.
2011: Egyre több világsztár érzi úgy, hogy elektromos bringával kell közlekednie, mert ez trendi, és a környezetvédelem is fontos a számukra.
2012: A Bosch megnyitja hazánkban Miskolcon a pedelec gyártóüzemét, ezzel hazai dolgozóknak adva munkahelyet.
2012: Útjára indul a LithoRec project, ami a Chemetall Gmbh tulajdona, és összesen 40 leányvállalattal világszerte megkezdődik a Li-Ion akkumulátorok újrahasznosítása, ami eddig megoldatlan probléma volt.
És mit hoz a jövő? Ezt nehéz megjósolni. A külföldi példákból kiindulva Magyarországon is komoly jövő előtt állnak a minőségi elektromos kerékpárok. Terjedésüknek egyelőre az áruk szab határt, és hazai szemlélet, melyben a kerékpár sem státusszimbólumként, sem napi közlekedési eszközként nem merül fel. Európa más országaiban teljesen természetes akár egy bankigazgatónak is, hogy a napi 4–10 km-es ingázást ne autóval tegye meg, hiszen így gyorsabban, és egészségesebben közlekedhet.

## Az elektromos meghajtási rendszer részei

### Akkumulátor
A szett egyik legdrágább darabja. Ára 30 000 Ft-tól 250 000 Ft-ig is terjedhet kapacitástól, gyártótól, és típustól függően. Ezért nagyon lényeges, hogy hány évig tudjuk használni. Az árat leginkább befolyásoló tényező az akku típusa. Jelenleg négyféle van forgalomban, bár a Li-Ion lassan kiszorítja a vetélytársait, nem csak az előnyei miatt, hanem erre állt rá a legtöbb gyártó, így az ára folyamatosan csökken, miközben az élettartama, és kapacitása nő.
- Ólom (Pb): A legrégebbi, legolcsóbb és legnehezebb akkumulátor. „Mindössze” 200 éves technológiáról van szó, de azt nem mondhatom, hogy eljárt fölötte az idő, hiszen autók százezreibe, és olcsó kínai kerékpárok millióiba építik be még mindig őket. Előnyük, hogy olcsó, önmagától, vagy inkább belső kémiai reakciójától lassan merül csak le, könnyen tölthető, és aránylag fejlett újrahasznosító ipar áll mögötte. Hátrányuk, hogy nehezek, nagyon környezetszennyező nehézfémet (ólmot) tartalmaznak és csak lassan tölthetőek. Az élettartamuk is mindössze 1-1,5 év. Itt érthetjük meg azt, hogy az olcsó nagyáruházi elektromos bringák miért lesznek 4-5 év alatt többe, mintha egy minőségit venne az ember.
- Nikkel-Cadmium (NiCd): Ez a fiatalabb technika már csak 100 éves, így a mai modern E-bike-okban, és pedelec-es gépekben már nem lehet velük találkozni, ellenben az olcsó távol-keleti csodákban még használják őket. Az akkus szerszámgépekben már 2006 óta tilos a használatuk, mivel a cadmium is egy erősen mérgező nehézfém. Előnyük, hogy az újrahasznosításuk gördülékeny, és nagyon hosszú az élettartamuk. Hátrányuk, hogy mérgező anyagot tartalmaznak, és akár 3-4 hét alatt is önmaguktól lemerülnek.
- Nikkel-Metallhydrid (NiMh): Aránylag új, 2002-es fejlesztés, azonban ma már kiszorulóban van a piacról, bár még nagyon sok komoly bringába is ezt szerelik. Előnye, hogy környezetbarát anyagokból készül, melyeket még könnyedén tudnak újrahasznosítani is, és mindezek mellett aránylag olcsó. Hátránya azonban, hogy alacsony (1-2 év) az élettartama, nem túl jó töltésleadási, és felvételi karakterisztikával bír, valamint 3-4 hét alatt a belső kémiai reakciójuk miatt lemerülnek, akár használat nélkül is.
- Lithium Ion (Li-Ion): A jövő, , és a jelen. de még sokszor gyerekcipőben. A nagy akkumulátorgyártók nemrég kezdtek a bringás akksik fejlesztésébe (Panasonic, Yamaha, Bosch, Ansmann) igazán nagy pénzeket fektetni. Előnyük van bőven, hiszen a legkönnyebbek, önmaguktól alig merülnek, tartós használat esetén a legköltséghatékonyabb, környezetbarát, nagy az élettartamuk, nagyon jó karakterisztikával rendelkeznek és nagyon gyorsan tölthetőek. Persze, ha nem lennének hátrányai, akkor nem is lenne igaz. Nagyon érzékenyek a celláik, így komoly vezérlő, felügyelő és töltő elektronikát igényelnek. Cellazárlat, vagy hibás működésből adódó gázképződés esetén akár robbanás, vagy tűz is előfordulhat. Sajnos az újrahasznosítása jelenleg nem megoldott. Tudomásom szerint csak letárolják az elhasznált akkukat, hogy amint kész az újrahasznosító folyamat, meg lehessen kezdeni a környezet tehermentesítését. Ez a probléma egyre nagyobb méretet ölt, mert a modern "Zero Emission" autókba, és motorokba is Li-Ion akkukat tesznek, így évente több százezer tonna veszélyes hulladék képződik.

### Motor
Ha elektromos meghajtás, akkor mindenki először az agymotorokra gondol. Nagyon helyesen, hiszen ez a részegység felelős a meghajtásért. Ma már szerencsére csak szénkefe nélküli egyenáramú villanymotorokat szerelnek az elektromos kerékpárokba (ez nem minden esetben igaz a nagyáruházi e-bike modellekre), melyek élettartama meghaladja a bringáét. Ha csak az elmúlt 3 évet vizsgáljuk, akkor is elmondható, hogy óriási fejlesztések ezen a téren nem történtek, mivel jól bevált, és közel örök életű. Persze egyre kisebb és könnyebb motorok kerülnek forgalomba, és a teljesítményét is könnyen 250W fölé tornázták. A prémium kategóriás motorok akár 45-50Nm-t is tudnak. Ez megegyezik egy 400 ccm-es túramotor nyomaték adatával! A komolyabb agymotorok bolygóművet is tartalmaznak, így nem kell szétpörögniük magukat, mivel ez belső váltórendszernek minősül. Nem keverendő a lánc, vagy agyváltó rendszerekkel! Mi mint felhasználók nem vesszünk észre különbséget a bolygómű nélküli, és az azzal ellátott agymotor között. Ellenben az élettartamra, és működési zajra pozitív hatást gyakorol. Jellemzően csendesen forognak az agymotorok, de egyes modelleknek nagyobb hangja is lehet, persze bőven a zaj határon belül. Ahogy már említettük, az időjárás semmilyen befolyással nincsen a működésére, mivel vízálló. Beépítés szerint háromféle agymotort használnak a gyártók: Kép:22-23
- Első agymotor: Gyakori megoldás az első kerékbe fűzött agymotor, mivel megkönnyíti a kerék kivételét defekt, vagy szállítás esetén, illetve nincsen bonyolult tervezési folyamat, hiszen nem kell a fogaskoszorú rögzítését megoldani rajta. Az első agymotorral szerelt elektromos kerékpár könnyedén ellátható agyváltóval is, ami hátsó motor esetén nem lehetséges. Azonban az éremnek két oldala van. Hátránya, hogy erőteljes gyorsítás közben a giroszkóp hatás miatt befolyással van a kormányzásra, illetve havas, jeges körülmények között elforoghat a talajon a kerék, ami balesetveszélyes. Ilyen elhelyezés esetén agydinamót sem tudunk használni, így a világítás vagy az akkumulátorról kapja az energiát (ha ehhez a csatlakozókat gyárilag kialakították), vagy gumira ható dinamóval kell ellátni a kereket, ami ma már elég kőkorszaki megoldás attól függetlenül, hogy a modern dinamók már alig fékezik a kereket, és a hangjuk is nagyon alacsony. Egyes agymotor típusok szélessége meghaladja a szokványos 100mm-es villasaru távolságot, így csak speciális teleszkópokba szerelhető. Kép:24
- Hátsó agymotor: Kevés gyártó gyárt hátsó agymotort, pedig számos előnye van. Ilyen a nyomatékszenzor elhelyezésének lehetősége, ami sokkal takarékosabb, és életszerűbb teljesítményvezérlést tesz lehetővé, mint a pedálfordulaton alapuló. Illetve a havas körülmények között is minimális a megcsúszás lehetősége. Hátul a fogaskeréksor miatt a nem hozzáértőknek nehezen felfedezhető, hogy bizony ott egy motor is bújik. Hátránya, hogy csak láncváltós rendszerrel kompatibilis, és jelenleg egyetlen gyártóról tudok, aki kazettás agymotort készít. A többire csak menetes racsnik szerelhetőek fel, amiből egyetlen gyártó, a SunRace készít közepes minőségű áttételeket. Ezek súlya elég nagy, így felső kategóriás pedelec-re nem illenek. Defekt esetén sokkal nehezebb kivenni a kereket, mivel a váltóval is ügyeskedni kell, és a csatlakozók bontása is szükséges. Mégis, ha választanom kell a három beépítési mód közül akkor erre tenném a voksom. A defekt elkerülhető defekt gátló folyadék+védelemmel rendelkező külső felrakásával, és sokkal jobban beleolvad a kerékpár kinézetébe, mint a társai.Kép:27
- Középmotor: Itt nem is igazán beszélhetünk agymotorról, mivel nincsen „agy” a rendszerben. A középmotorok vagy közvetlenül a hajtómű tengelyével vannak kapcsolatban, vagy a láncot hajtják. Nagy előnye a középmotornak, hogy az akkumulátor, és a meghajtás a legideálisabb helyre került a kerékpáron. Alacsonyra, és középre. Így a bringa súlypontja itt közelíti az ideálist, mint egy hagyományos kerékpáron. Lehetőség van nyomatékszenzor beépítésére is, amit már említettem az előző típusnál. Szintén előnye, hogy folyamatosan csökken az ára, hiszen a legnagyobb multinacionális gyártók (Bosch, Panasonic, Yamaha) ezt az építési módot preferálják, mert így le tudják fedni az OEM (csak kerékpárgyártóknak készül) piacot, és ki tudják szorítani a későn jövő próbálkozókat. Ez is az egyik hátránya a középmotornak, hogy nem lehet beépítő szettként kapni. Pontosabban csak kétféle szett kapható. Az egyik nem is igazán középmotor, hiszen a Vivax (Gruber) Assist egy csőmotor, ami a középtengelyt hajtja meg, és az akkumulátor a nyeregtáskában foglal helyet. A másik pedig a távolkeleti Sunstar, ami az egyetlen valódi beépíthető középmotor, de olyan árban, amiből már egy komoly BionX szett is kijön.  Ugyancsak hátránya a középmotoroknak, hogy speciális vázat kell tervezni hozzá, hogy elférjen. Kép:26

### Vezérlőegység
A legtöbb elektromos kerékpárban két vezérlőegység található. Az egyik az akkumulátorral egy házban elrejtve, a másik már szem előtt a kormányon. Mi ez utóbbival foglalkozunk, hiszen csak ennek a beállításait tudjuk változtatni. Ezek a computerek tudhatnak nagyon sokat, és megdöbbentően keveset is. Ma mindenütt a kütyük korát éljük. Ma már egy szép, informatív, és akár színes OLED kijelzővel szerelt vezérlő legyártása sem horror költség, főleg egy pedelec árához képest. Ha a két végletet kellene megemlíteni ma, akkor az egyik oldalon a Hartje Genf kétállású billenő kapcsolóját mondanám, szemben a PG Bikes Blacktrail OLED műalkotásával. Na de beszéljünk inkább a nagy átlagról. Kép:31
Legtöbb esetben a következő dolgokat tehetjük a vezérlőn:
- ki/bekapcsolás
- akku töltöttségének állapota 4-5 led segítségével
- rásegítés mértéke (high-low-normal-eco)

Ez azért valljuk be nem aknázza ki a mai elektronikai ipar tudását. Ettől egy fokkal komolyabb szintet képviselnek az LCD (liquid crystal display) kijelzők. Az akku töltöttségét sokkal finomabb osztással tudják megjeleníteni. Általában itt már háromnál több rásegítési fokozat közül lehet választani. Mivel egy 5 cent árú chip tudása szükséges csak hozzá, ezért általában km-óraként is funkcionál. Tehát mutatja a pillanatnyi sebességet nagy, és könnyen leolvasható formában, és minimum napi/összes távolságot számlál. Innen már csak egy ugrás az átlagsebességet, órát, stoppert mutató egység.
Az ettől komolyabb kijelzők már nem csak azért tudnak többet, mert a gyártó ezt szeretné, hanem a szett tudása "kényszeríti". Tipikus példa erre a BionX, és a Go Swiss Drive computere. Mivel ezek a pedelec szettek nem csak rásegítést, hanem motorféket is tudnak, ezért ez is bekerült a repertoárba, illetve képesek az akkumulátorral megtehető távolság kijelzésére is. Ez egy nagyon hasznos funkció, és lassan, de biztosan egyre több egységben jelenik meg. Nem hátrány, ha háttérvilágítással is rendelkezik, hiszen este sem árt látni, mennyi energia maradt még! A BionX esetében még riasztó is került bele. Ha lezárod a megadott gombkombinációval a bringát, és mégis felpattan rá valaki, akkor nem csak hangjelzést ad, hanem a legdurvább 4-es motorfék üzemmódot kapcsolja, így síkon esély sincsen eltekerni vele. Szerencsére a kelet-európai viszonyokra is gondolnak a gyártók, így a felsőbb kategóriás computerek már levehetőek a kormányról. Legtöbb esetben a kormányon található vezérlőegység össze van kódolva az akkuban találhatóval, így ha e-nélkül lopják el, akkor nem lesz egyszerű működésbe hozni a kerékpárt. Persze ugyanez gondot jelent, ha esetleg elhagyod az egységet. A vezérlőnek mindig a kezünk közelében kell lennie. Ez így biztonságos. Ha el kell engedned a kormányt, mert középre van szerelve, az balesetveszélyes. Kép:34

### Kábelezés, töltő
Sokan nem fordítanak túl nagy figyelmet a kábeleknek. Pedig minden pedelec rendszer annyira jó csak, mint a leggyengébb láncszeme. Gyári kerékpárokon, és profi szetteken nem szokott gond lenni az összekötő elemekkel. Aki alsó árkategóriában gondolkozik, főleg ha Távol-Keletről származó terméket vásárol, annak kiemelt figyelmet kell fordítania ezekre az elemekre. Ugyanis a legtöbben itt spórolnak. Sima három pólusú számítógép tápkábel, melyet nem lehet fixen csatlakoztatni, vékony keresztmetszetű vezetékek, és könnyen öregedő, törésre hajlamos alapanyagok.
A töltőkkel is nagyon figyelni kell. Nem csak, hogy különböző feszültségen működő akkumulátorok vannak (22 V, 24 V, 36 V, 37 V, 48 V stb.), és a töltők is ehhez igazodnak, hanem a csatlakozókkal is vigyázni kell. Attól, hogy egy töltő végén 3, vagy 4 pólusú a csatlakozó, és az akkun is ilyen, még nem szabad, sőt tilos másik gyártó eszközét használni! Ez otthon nem okozhat túl nagy gondot, hiszen manapság nincsen otthon 3-4 féle elektromos kerékpár, de egy pedelec túrán, kölcsönzőben, vagy bringaboltban már nagyon vigyázni kell, nehogy keveredjenek az adapterek. Kép:43
Szerencsére a gyártók is felismerték ezt a problémát, és kifejlesztettek egy intelligens töltőrendszert, ami bármelyik pedelec bringát tölteni tudja. Ez az EBS (Energy Bus Standard). Természetesen ehhez a tölteni kívánt akkun is ilyen csatlakozónak kell lenni. Jelenleg (2012 január)még csak a Cube használja az IFC (In Frame Charging) pedelec vázainál, de folynak az egyeztetések a többi nagy gyártóval is. Megismerhető ez a csatlakozó arról, hogy két bemélyedő csatlakozó pontja van, és mágnesesen találja meg a pozícióját az akkun kialakított helyen. Hogyan lehetséges, hogy bármit tud tölteni? Úgy, hogy az „apa”, és „anya” csatlakozó is tartalmaz egy elektronikát. Amikor összekapcsoljuk őket, valami hasonló zajlik le: Szia, én a töltő vagyok, mondj nekem valamit! Én meg az akkumulátor, és 36 V-os vagyok, Li-Ion, és 4 A-rel tudsz tölteni, 3 órán keresztül. Ez után már nem lesz gond a kompatibilitással.

## Elektromos kerékpárokkal foglalkozó hazai honlapok
- Pedelec Portál
- Pedelec blog
- Elektromos kerékpár akkumulátor tudástár
- Villanybringa
- Velox elektromos kerékpár[2]
- Elektromos kerékpár szerviz

## Elektromos kerékpárokkal foglalkozó külföldi honlapok
- Extraenergy Archiválva 2012. január 24-i dátummal a Wayback Machine-ben
- Pedelec Portal (DE)
- Pedelecs (UK)

## Elektromos kerékpár gyártók
- Elektromos kerékpár gyártók világszerte
- Elektromos kerékpár gyártó Magyarország